# ويليام أ. أوينز
ويليام أ. أوينز (بالإنجليزية: William A. Owens)‏ هو كاتب أمريكي، ولد في 2 نوفمبر 1905 في مقاطعة لامار في الولايات المتحدة، وتوفي في 9 ديسمبر 1990.